# Agustín Heredia
Gastón Agustín Heredia (Mendiolaza, Córdoba, 16 de junio de 1997) es un futbolista argentino que se desempeña como defensor central en Cobreloa  de la Primera B de Chile.
Heredia posee una gran envergadura física, lo que con su técnica lo hace eficaz en ambas áreas; tiene capacidad goleadora.

## Trayectoria
Comenzó su carrera en el equipo Quilmes de Villa Allende a los 8 años (jugando como centrodelantero). Cuando cerró dicho club, pasó al Club Deportivo Atalaya, en donde permaneció hasta que Boca Juniors se fijó en él, esto ocurrió en una prueba realizada en cancha de Racing de Córdoba, anterior a este hecho, se encontraba con una lesión en el maxilar lo que pudo haber complicado sus oportunidades de ser profesional. En 2017, se integró formalmente al plantel de Primera División, siendo antes el capitán de la reserva de Boca Juniors.
Le convirtió un gol a River Plate en la reserva a los 45 minutos del primer tiempo en el Complejo Pedro Pompilio, el otro tanto lo convirtió Tomás Fernández. Estuvo en la nómina de Boca Juniors para enfrentar a River Plate en San Juan en septiembre de 2017.
Su debut oficial se produjo el 1 de marzo de 2018, en el marco de fase de grupos de la Copa Libertadores, enfrentando al Club Alianza Lima en Perú. Su inclusión en el 11 titular se debió a las lesiones de los centrales titulares, Paolo Goltz y Lisandro Magallán. Heredia redondeó una buena actuación junto con su compañero de saga Santiago Vergini, finalizando el encuentro en un empate en cero.
A finales de 2024 consigue con el equipo el ascenso a Primera División de Argentina.
A inicios del 2025 Ficha por Cobreloa de Chile.

## Selección nacional
Fue convocado en el año 2016 por Claudio Úbeda para la selección sub-20 de Argentina. Compartió plantel con futbolistas de categorías similares como Alexis Messidoro, Pedro Silva Torrejón, Tomás Pochettino, Christian Moreno, Franco Cristaldo, Julián Chicco y Nahuel Molina Lucero.

## Estadísticas

### Clubes
- Actualizado al 25 de noviembre de 2022

| Club          | País      | Año       | Partidos | Goles |
| ------------- | --------- | --------- | -------- | ----- |
| Boca Juniors  | Argentina | 2018-2019 | 3        | 0     |
| Godoy Cruz    | Argentina | 2019      | 2        | 0     |
| Cerro Largo   | Uruguay   | 2019-2021 | 57       | 3     |
| Plaza Colonia | Uruguay   | 2022-2024 | 33       | 0     |
| Cobreloa      | Chile     | 2025-act  | 0        | 0     |

## Palmarés

### Títulos nacionales
| Título           | Club         | País      | Año     |
| ---------------- | ------------ | --------- | ------- |
| Primera División | Boca Juniors | Argentina | 2017-18 |